# Agrupació Fotogràfica i Cinematogràfica de Girona i Província
L'Agrupació Fotogràfica i Cinematogràfica de Girona i Província (AFIC) fou una associació cultural creada a Girona l'any 1954 amb la voluntat d'aglutinar en un mateix projecte els aficionats a la fotografia i al cinema de la ciutat. L'entitat s'organitzava en tres seccions: fotografia, cinematografia i cineclub, amb més o menys activitat segons l'època.
De les tres seccions, la més activa fou la fotogràfica, des de la qual s'organitzaren cursos, conferències i exposicions. Una altra de les funcions de l'associació era assessorar als socis sobre qualsevol aspecte relacionat amb la pràctica fotogràfica.

## Història
La creació de l'associació va estar motivada pel descontentament que va provocar el veredicte del III Concurs Internacional de Fotografia de Girona, que va organitzar l'Asociación Fomento del Turismo la tardor de 1953, ja que, segons alguns dels fotògrafs que hi van participar, les bases no eren prou clares i transparents. Això va portar a un petit grup de fotògrafs format per Joan Gil Olcina, Josep Buil Mayral i Xavier Puig Bofill, a unir-se i aprovar els estatuts d'una agrupació que vetllés per la màxima transparència en l'organització d'aquesta mena de concursos. A aquest primer grup inicial s'hi van afegir Jordi Costa Cros, Joan Ginjaume Ribera, Pau Tajà Bou, Juan Mendoza Blanc, Àngel Mendoza Blanc, Josep Maria Bohigas Pujol, Alvaro Palahí, Frederic Verdú, Salvador Saurí, Antoni Clos i Domènech, Francesc Moré Bardera, Manuel Chamorro Cuebas-Mons i Francesc Solà Camps, que van ser els membres de la comissió organitzadora encarregada de redactar i aprovar els estatuts de l'AFIC.
Gràcies a l'obligatorietat de fer constar en els informes del Govern Civil la professió dels membres de la junta, sabem que el perfil professional dels associats era molt variat: metges, farmacèutics, òptics, comerciants, dependents de comerç, empleats de banca, corredors d'assegurances, operaris de la fàbrica Gròber, etc. També un comandant de l'exèrcit, un tinent coronel de la Guàrdia Civil i més d'un sacerdot.
L'entitat es va inscriure al registre d'associacions del Govern Civil com a societat cultural i recreativa el dia 2 de juny de 1954.
Tot i que la fotografia va acaparar la major part de l'activitat de l'AFIC durant la seva existència, des de les seccions de cinema amateur i de cineclub també s'organitzaren nombroses activitats dirigides als socis com projeccions, cursos, xerrades, etc.
L'associació editava un butlletí mensual que servia com a eina de comunicació entre l'agrupació i els socis. Gràcies a aquests butlletins, sabem que al febrer de 1959 l'agrupació tenia dos-cents socis, i a principis de 1963 comptava amb uns tres-cents que pagaven una quota mensual de 10 pessetes. L'estiu de 1964 l'agrupació de Girona es va agermanar amb l'Agrupació Fotogràfica de Blanes, que va aportar una seixantena de socis més. L'any 1975, després d'una època de clara davallada, comptava amb tres-cents cinquanta socis en total.
L'entitat va establir la seva seu al carrer Ferreries Velles, i allà s'hi va estar fins a principis de 1956, moment en què es va traslladar a un nou local al carrer General Primo de Rivera, núm. 8, 2n 2a (actual carrer Nou). El mes de setembre de 1961, l'agrupació es va traslladar a un local del carrer Bonaventura Carreras Peralta, número 4, 1r 2a, al Barri Vell, on s'hi va estar fins a la seva desaparició.
A principis dels anys vuitanta, la poca dedicació i interès dels socis, juntament amb el canvi generalitzat d'hàbits d'oci de la societat, varen portar l'entitat a una lenta agonia en què les activitats s'anaren espaiant en el temps fins a desaparèixer completament a partir de 1983.

## Concursos de fotografia
Des de l'AFIC es va organitzar el I Concurso Nacional de Fotografia Artística l'any 1955 coincidint amb les festes de Primavera. D'aquest concurs, celebrat anualment, se'n feren vint-i-quatre edicions. En paral·lel va col·laborar amb altres entitats i organismes en l'organització de concursos, entre els quals, el Concurso Fotografia Garbí, que a partir de 1956 va ser l'encarregat d'aportar fotografies per a les publicacions d'aquesta agència publicitària amb seu a Girona, el Concurso Social de Transparencias en Color (1957), el Concurso de fotografia taurina (1959), que només es va celebrar un any, el concurs Garatge Forné (1961), el Concurso Provincial Foto-Cine Sans (1962), el Concurs de fotografia de Muntanya, organitzat per la delegació de Girona de la Unió Excursionista de Catalunya (1962) o el Concurs de l'Aeroport Girona-Costa Brava (1967), organitzat conjuntament amb la Diputació de Girona l'any de la inauguració de l'aeroport.

## El fons fotogràfic
El fons fotogràfic de l'AFIC, format inicialment per 173 positius, fou objecte d'una donació a l'Ajuntament de Girona per part de Txús Sartorio i Nino Masferrer, el mes de maig de 1998, i actualment es conserva al Centre de Recerca i Difusió de la Imatge (CRDI).
En diferents fons personals del mateix centre es conserven altres fotografies de concurs de socis de l'AFIC. En són un bon exemple els fons de Josep Buil Mayral, Antoni Varés, Juli Torres Monsó o Marcel Prat Prat.